# Joey McLoughlin
Joey McLoughlin, né le 3 décembre 1964 à Liverpool, est un coureur cycliste britannique, professionnel de 1985 à 1991. 

## Biographie
Il termine 5e au Tour d'Israël 1983
"Joey McLoughlin (né le 3 décembre 1964) est un ancien coureur cycliste anglais de Liverpool. Il a grandi dans le lotissement de Cantril Farm à Liverpool, le plus jeune de 11 enfants.
Enfant et adolescent, il était le voisin de nombreuses personnes qui sont devenues célèbres, notamment les footballeurs Ian Bishop, David Fairclough et Mick Quinn, les musiciens Paul Rutherford (Frankie Goes to Hollywood) et la plupart des membres de The Farm, ainsi que l’acteur et comédien Craig Charles.
Le talent de McLoughlin et son pilotage agressif en tant que junior et jeune senior ont suscité l’enthousiasme de la presse cycliste britannique. Il est devenu professionnel en 1985 et lors de sa deuxième année, il s’est classé 4e de la classique néerlandaise d’un jour, l’Amstel Gold Race. Faisant partie de l’équipe professionnelle ANC Halfords, il a remporté la Milk Race de 1986 après une longue attaque à travers les collines et les vallées du sud du Pays de Galles sur l’étape de Carmarthen à Cardiff. Malgré cette promesse précoce, ses victoires ont été peu nombreuses en raison d’une série de blessures (en particulier des tendinites) et il n’a pas pu participer au Tour de France 1987 avec l’équipe ANC. Après la fermeture de cette équipe, il a roulé pour d’autres équipes professionnelles jusqu’à sa retraite en 1991." (cyclingranking.com)

## Palmarès
- 1982
  - 4e étape du Tour d'Irlande juniors (10e au classement général)
- 1983
  - Grand Prix François-Faber
  - 3e étape du Fife Century R.C. - Tour of the Kingdom
  - 2e de Davies & Jeggo Motors, Road Race
  - 2e de Girvan Three Day
  - 3e du Manx Trophy
- 1984
  - 3e du Championnats de Grande-Bretagne de cyclisme sur route
- 1985
  - 3e étape du Tour de l'Algarve
  - Sealink International Grand Prix :
    - Classement général
    - 6e étape

  - 2e du White Rose Grand Prix Two Day
- 1986
  - Tour de Grande-Bretagne (Podiums du Daily Express et de la Milk Race) :
    - Classement général
    - 7e étape

  - 5e et 6e étape du Tour de l'Algarve
  - 8e étape du Herald Sun Tour
  - Mercian - Asphalt Grand Prix - Elite Two Day :
    - Classement général
    - 1re et 2e étape

  - 4e de l'Amstel Gold Race
- 1987
  - Tour de Grande-Bretagne (Palmarès du Kellogg's Tour) :
    - Classement général
    - 2e étape

  - Tour de Delyn
- 1988
  - 1re étape du Tour du Limousin
    - 2e du Classement général

  - 2e étape du Tour de Grande-Bretagne (Palmarès du Kellogg's Tour) :
    - 2e du Classement général
- 1990
  - 2e étape du Tour of Wales